# شوط الفرس (بعدان)

تعديل مصدري - تعديل

شوط الفرس محلة تابعة لقرية الرصد، التابعة لعزلة دلال بمديرية بعدان إحدى مديريات محافظة إب في الجمهورية اليمنية، بلغ تعداد سكانها 92 حسب تعداد اليمن لعام 2004.